# Lissonota benoiti
Lissonota benoiti är en stekelart som beskrevs av Henry Keith Townes, Jr. 1973. Lissonota benoiti ingår i släktet Lissonota och familjen brokparasitsteklar. Inga underarter finns listade i Catalogue of Life.